# Taare Zameen Par
Velkofilm Taare Zameen Par (hindsky: तारे ज़मीन पर, urdsky: تارے زمین پر přibližný překlad "Jako hvězdy na Zemi") z roku 2007 je jedním z nejúspěšnějších bollywoodských filmů vůbec. Snímek zpracovává téma znevýhodňování zdravotně postižených v rámci vzdělávání. Hlavní pedagogickou roli hraje superhvězda Aamir Khan, který zde zároveň debutoval jako režisér. Film má mimořádně kvalitní soundtrack.

## Téma postižení
Scénář (Amole Gupte) byl rozsáhle konzultován s příslušnými odbornými a asistenčními organizacemi a proto přes zábavnost je film odborně přesně zpracován. Jedná se o příběh indického chlapce s lehkým neurologickým postižením projevujícím se silně poruchou percepce na bázi dyslexie, částečně zpomalením vývoje motoriky a oslabením pozornosti.
Scénář byl inspirován problémy Akiry Kurosawy ve škole.

## Děj
Dyslektický chlapec v raném školním věku Ishaan N. Awasthi (Darsheel Safary) vyžaduje vzhledem ke svému hendikepu speciální výuku, které se mu nedostává. Jeho problémy jsou zvýrazněny nutností zvládnout dva jazyky (angličtinu a hindštinu) v ústní a písemné (dvě různá písma) formě. Ishaan má výrazné problémy s prospěchem, později po sociální exkluzi v kolektivu v důsledku frustrace se sekundárně rozvíjí porucha pozornosti, objevuje se ztráta motivace a problémy s chováním (záškoláctví). Pedagogové Ishaana označují za nezvladatelného a doporučí jeho dobře situovaným rodičům přeřazení do internátní školy, kde vzhledem k přísnému celodennímu režimu očekávají vyřešení problémů s chováním. V internátní škole však tyto problémy mylně považují za důsledek mentální retardace.
Později Ram Shankar Nikumbh (Aamir Khan) správně diagnostikuje dyslexii. Obětavý Nikumbh navštěvuje Ishaanovy rodiče a překonává jejich předsudky a odpor, rovněž překonává předsudky Ishaanových spolužáků a u ředitele školy prosadí, že bude Ishaanovi ve svém volném čase poskytovat odpovídající speciální výchovu. Přes počáteční negativní prognózu je jeho pedagogická intervence mimořádně úspěšná a brzy se ukazuje, že Ishaanova intelektuální kapacita je více než dostačující. Z Ishaana se stává jeden z nejlepších studentů a je u něj odhalen mimořádně výrazný umělecký potenciál.

## Ocenění
Film vyhrál přes dvacet cen na filmových festivalech. A mezi diváky (viz např. IMDB) je jedním z nejlépe hodnocených filmů o vzdělávání. Film zobrazuje dětský svět a je vhodný pro děti.